# Bullacris unicolor
Bullacris unicolor är en insektsart som först beskrevs av Carl von Linné 1758.  Bullacris unicolor ingår i släktet Bullacris och familjen Pneumoridae. Inga underarter finns listade i Catalogue of Life.